# Bob Cuspe - Nós Não Gostamos de Gente
Bob Cuspe - Nós Não Gostomos de Gente es una película de carretera, comedia y fantasía animada para adultos brasileña realizada en stop motion, dirigida por César Cabral y estrenada en 2021.

## Sinopsis
La historia está basada en el personaje del caricaturista paulista Angeli, Bob Cuspe. La película muestra al personaje mayor, viviendo en un mundo posapocalíptico. En este mundo, donde hay oleadas de pequeños Elton Johns que representan la música pop y atacan a los demás personajes. Bob Cuspe busca encontrar a Angeli en un purgatorio que está dentro de la cabeza del creador.

## Reparto
- Milhem Cortaz
- Paulo Miklos
- Grace Gianoukas
- Angeli
- Laerte Coutinho
- Hugo Possolo
- Beto Hora
- Carol Guaycuru

## Premio
Prix du long métrage Contrechamp en el Festival de Cine de Animación de Annecy en 2021.